# Brigham City
Pour les articles homonymes, voir Brigham.
La ville de Brigham City est le siège du comté de Box Elder, dans l’État de l’Utah, aux États-Unis. Sa population s’élevait à 17 899 habitants lors du recensement de 2010, estimée à 19 182 habitants en 2017. C’est la ville la plus peuplée du comté.

## Histoire
Le pionnier mormon William Davis a été le premier à explorer la région, en 1850. L’année suivante il revient avec sa famille et fonde la ville, qui prendra le nom de Box Elder en 1855. Le 12 janvier 1867, quand la localité est incorporée en tant que town, elle prend son nom actuel en hommage à Brigham Young. Celui-ci y prononcera son dernier discours public, peu avant sa mort en 1877.

## Démographie
| Groupe            | Brigham City | Utah | États-Unis |
| ----------------- | ------------ | ---- | ---------- |
| Blancs            | 89,3         | 86,1 | 72,4       |
| Autres            | 4,9          | 6,0  | 6,4        |
| Métis             | 3,1          | 2,7  | 2,9        |
| Amérindiens       | 1,5          | 1,2  | 0,9        |
| Asiatiques        | 0,6          | 2,0  | 4,8        |
| Afro-Américains   | 0,5          | 1,1  | 12,6       |
| Océano-Américains | 0,2          | 0,9  | 0,2        |
| Total             | 100          | 100  | 100        |
|                   |              |      |            |
| Latino-Américains | 10,8         | 13,0 | 16,7       |

Selon l'American Community Survey pour la période 2010-2014, 94,38 % de la population âgée de plus de 5 ans déclare parler l'anglais à la maison, 4,47 % déclare parler l'espagnol et 1,15 % une autre langue.

## Transports
Brigham City possède un aéroport (Brigham City Airport, code AITA : BMC).

## Personnalités liées à la ville
- Lorenzo Snow - cinquième président de l’Église de Jésus-Christ des saints des derniers jours
- Boyd K. Packer